# Strobilanthes ramulosa
Strobilanthes ramulosa är en akantusväxtart som beskrevs av John Richard Ironside Wood. Strobilanthes ramulosa ingår i släktet Strobilanthes och familjen akantusväxter. Inga underarter finns listade i Catalogue of Life.